# Sammy Kiptoo Kurgat
Sammy Kiptoo Kurgat (* 1975) ist ein kenianischer Marathonläufer.
2006 wurde er Zweiter beim Bremerhaven-Marathon in 2:15:50 h. 2007 verbesserte er seine Zeit als Zweiter des Zürich-Marathons auf 2:11:35 h, siegte in Bremerhaven und stellte als Dritter des Frankfurt-Marathons seine persönliche Bestzeit von 2:08:38 h auf.
2008 wurde er Fünfter beim Hamburg-Marathon und stellte dann beim Köln-Marathon mit 2:10:03 h einen Streckenrekord auf.
2009 belegte er beim Xiamen-Marathon den vierten Platz.
Kurgat wird seit 2008 vom italienischen Manager Federico Rosa betreut.
Beim Dili-Marathon 2011 wurde Kurgat Erster in 2:20:06 h.